# 威廉·迪安·豪威尔斯

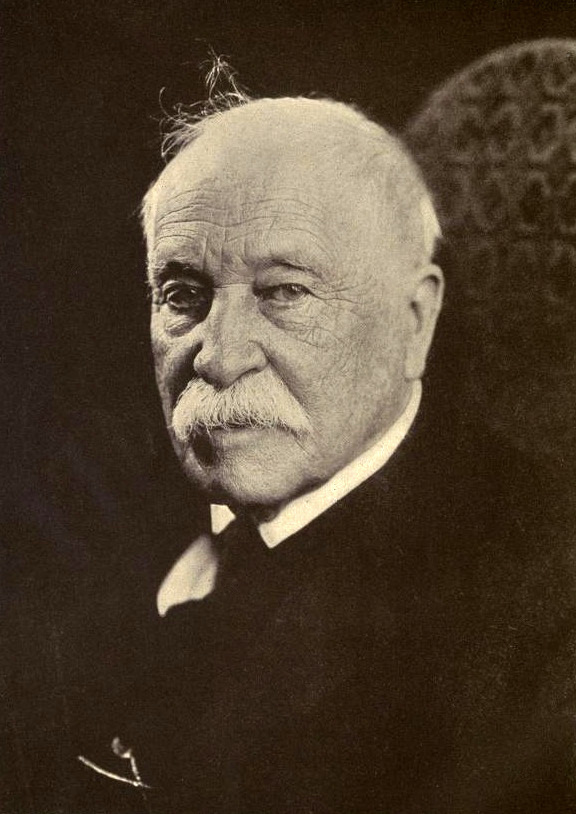
威廉·迪安·豪威尔斯

威廉·迪安·豪威尔斯（William Dean Howells，1837年3月1日 - 1920年5月11日）是一位美国现实主义小说家、文学评论家和剧作家。他曾擔任大西洋的編輯。1920年5月11日，豪威尔斯在睡梦中因流行性感冒去世 。